# Pistolet Rohrbaugh R9
Rohrbaugh R9 – amerykański pistolet samopowtarzalny przeznaczony do samoobrony o małych rozmiarach ułatwiających ukrycie go.

## Opis
Rohrbaugh R9 jest bronią samopowtarzalną. Zasada działania automatyki oparta na krótkim odrzucie lufy, zamek ryglowany przez przekoszenie lufy. Zasilany ze wymiennego, jednorzędowego magazynka pudełkowego o pojemności 6 nabojów mieszczącego się w chwycie. Zatrzask magazynka znajduje się u spodu chwytu. Siódmy nabój może być bezpiecznie przenoszony w komorze nabojowej. Mechanizm spustowy kurkowy, z wyłącznym samonapinaniem. Lufa gwintowana.
W wersji R9 pistolet nie posiada przyrządów celowniczych, wersja R9S ma stałą muszkę i szczerbinkę. R9 jest wykonany ze stali nierdzewnej 416 (lufa), stali nierdzewnej 17-4 (zamek) i aluminium 7075 (szkielet pistoletu). Okładki chwytu z tworzywa sztucznego.